# Марк Донахю
Марк Донахю (на английски: Mark Donohue) е американски пилот от Формула 1, роден е на 18 март 1937 г. в Съмит, Ню Джърси, САЩ.

## „Формула 1“
Марк Донахю дебютира във Формула 1 през 1971 г. в Голямата награда на Канада с тима на Пенске, в световния шампионат на Формула 1 записва 16 участия и печели осем точки и един път се качва на подиума.